# Lionardo Vigo Calanna
Lionardo Vigo Calanna (Acireale, 25 settembre 1799 – Acireale, 14 aprile 1879) è stato un poeta, filologo e politico italiano.

## Biografia
Lionardo Vigo era figlio di Pasquale Vigo e di Ignazia Calanna. Il padre proveniva da un ramo cadetto della famiglia Vigo cui appartenne il feudo di Gallodoro che resse prima con il titolo di barone e poi con quello di marchese.
Fu personalità della cultura siciliana del XIX secolo. Le sue opere sono pervase dell'alto sentimento che egli provò per la Sicilia. Fu uno dei maggiori studiosi delle tradizioni e dei costumi popolari siciliani.
Mortagli la madre quando non aveva ancora quattro anni, ebbe un vissuto infantile e adolescenziale privo delle necessarie tenerezze, selvatico addirittura. Dai nove ai sedici anni stette in tre collegi ad Acireale, a Catania, a Messina. Già in giovane età cominciò a comporre poemi (le prime esperienze verranno bruciate), a partecipare a riunioni accademiche, a interessarsi di lingua e dialetto, di storia della Sicilia e di archeologia. Individuò nella sua Acireale quel medio centro che, pur tra i difetti da lui stesso rimarcati, costituiva la norma per centinaia di Comuni siciliani. La sua lirica giovanile è ingentilita da una presenza femminile, che egli chiama l'Unica, celandone il nome.
Laureatosi in giurisprudenza, si sposò con Carlotta Sweeny, di padre inglese, che dopo soli due anni di matrimonio morì lasciandogli una bambina. Si impegnò a far rinascere l'Accademia dei Zelanti di Acireale, fondata nel 1671 ma di fatto spenta. Il 1848 rappresentò il crinale della sua vita: al tempo dei moti antiborbonici visse a Palermo a contatto diretto con Ruggero Settimo, Mariano Stabile, Emerico e Michele Amari. Fu deputato alla Camera dei comuni del Parlamento nato dall'insurrezione, ove propose la costituzione di un Regno di Sicilia con regnante Leopoldo di Borbone-Due Sicilie, all’epoca principe di Salerno. Spentasi la rivoluzione siciliana ritornò ad Acireale (essendo egli «amantissimo del proprio nido») e si dedicò alla Raccolta di canti popolari siciliani, al poema epico Ruggiero, all'istruzione e alla cultura, ricoprendo anche la carica di Ispettore scolastico del Circondario di Acireale. Nel 1871 si chiedeva se mai avrebbe dato alle stampe il manoscritto Il 1848 e 1849 in Sicilia. Testimonianze di L. V.: «Sul primato della civiltà siciliana Vigo» - scrive Capuana - «spese gli ultimi anni lavorando alla Protostasi sicula o genesi di civiltà. La Protostasi forma due grossi volumi che la morte non gli ha permesso di pubblicare».
Nel corso della sua vita mantenne un fittissimo epistolario con intellettuali italiani, tedeschi e francesi.

## Opere

### LaRaccolta di canti popolari siciliani
La Raccolta di canti popolari siciliani venne pubblicata dal Vigo nel 1857 per eternare la tradizione orale del popolo di Sicilia. Egli ne aveva raccolti migliaia a partire dal 1830 «in siciliano, franco-lombardo, siculo-lombardo e in albanese» (un po' come la vicenda, più vecchia, dei "fragments of ancient poetry" di Macpherson e contemporaneamente al lavoro di Giuseppe Tigri che si dedicò alla raccolta dei canti popolari toscani - 1856). Ferdinand Gregorovius, accomunando Tigri a Vigo dice che «la concordanza di queste forme popolari è una prova evidentissima della unità della nazione italiana». I titoli di alcuni temi all'interno della Raccolta: I Bellezza dell'uomo; II e della donna; XIII Serenate; XXXI Ingiurie; XLIV Canti morali; XLVII Indovinelli o 'Nniminagghi; LIV Mare e pesca. Alla già vasta prima edizione seguì una Raccolta amplissima di canti popolari siciliani (1870-1874). La raccolta comprende diversi canti provenienti da Nicosia, San Fratello e altri paesi (Aidone, Sperlinga, Montalbano Elicona etc.), dove le comunità si intendono attraverso dialetti gallo-italici originari della penisola. Fu questa raccolta che mise in luce la grande varietà di parlate in Sicilia. (Per quanto riguarda la "marachella giovanile" di Capuana che inviò a Vigo canti autentici di Mineo e canti da lui «foggiati di sana pianta», Bronzini mette in guardia dal «ricamarci un po' troppo…solo un controllo sul campo avrebbe potuto appurarne la falsificazione». In particolare venne contraffatto un verso: «Donni, ch'aviti 'ntillettu d'amuri» corrispondente al «Donne, ch'avete intelletto d'amore» della Vita nova di Dante Alighieri, che aprì un dibattito riguardante la priorità temporale del canto siciliano sull'opera dantesca, cui partecipò anche il filologo Alessandro d'Ancona. Ma Capuana, a quattro anni dalla morte di Vigo, riconosce che «dopo la Raccolta dei canti popolari siciliani non c'è libro che dipinga la Sicilia con maggior potenza e con maggior precisione dei Malavoglia […]»).
La Raccolta sarà utilissima al giovane Giuseppe Pitrè (esiste un consistente carteggio con L.V.) per i suoi fondamentali studi del folclore.

### Altre opere
- Memorie storiche di Pietro Paolo Vasta (1827);
- Cenno sull'arte drammatica e del teatro in Sicilia (1833);
- Notizie storiche della città d'Aci-Reale, 1836, SBN SBL0476966.
- Numerose liriche, tra cui Ad Aci (1838);
- il Ruggiero, poema epico dedicato all'esaltazione dell'indipendenza siciliana:  1ª ed., 1834, SBN NAP0698276.   1865, SBN PAL0084236.
- Dante e la Sicilia, 1870, SBN RAV0198966.
- Giacomo Girardi (a cura di), Protostasi sicula o genesi della civiltà, Roma, Arbor Sapientiae, 2017, ISBN 978-88-94820-01-0.